# 高級軍官

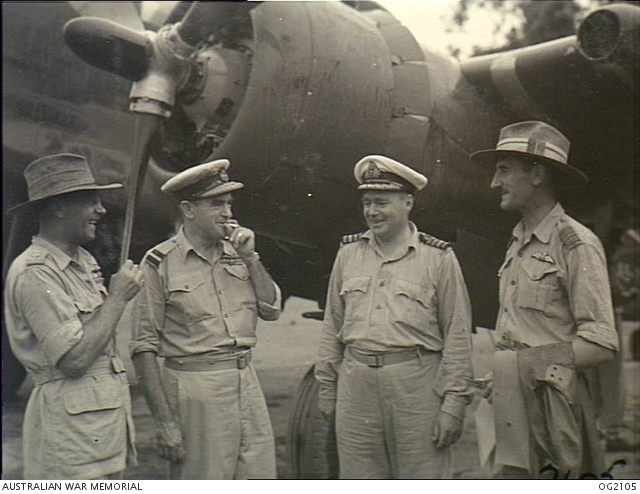
一群來自各兵種的澳洲高級軍官

高級軍官(英語:Senior officer)，或稱校官。在軍事組織中，可以指任何高於初級軍官的軍官，但通常特指高於初級軍官級別但低於將官的軍官。 
在大多數國家，這包括少校、中校和上校，或他們的同等級別。一些國家可能還有大校，另外某些國家將准將也視為高級軍官。
有時這些級別被稱為戰野戰軍官，通常一個團或營由高級軍官指揮。